# Holzhausen (Schweitenkirchen)
Holzhausen ist ein Gemeindeteil von Schweitenkirchen im oberbayerischen Landkreis Pfaffenhofen an der Ilm. Das Dorf liegt circa zwei Kilometer östlich von Schweitenkirchen und ist über die Kreisstraße PAF 11 zu erreichen.

## Geschichte
Der Ort ist erstmals 815 als „Haholfeshusir“ belegt.  

## Baudenkmäler
- Katholische Filialkirche St. Ulrich